# Francis Thomas
Francis Thomas, född 3 februari 1799 i Frederick County, Maryland, död 22 januari 1876 nära Frankville, Maryland, var en amerikansk politiker och diplomat. Han var ledamot av USA:s representanthus 1831–1841 och 1861–1869. Han var Marylands 26:e guvernör 1842–1845. Före amerikanska inbördeskriget var han demokrat, under inbördeskriget unionist och efter kriget republikan.
Thomas tillträdde 1831 som kongressledamot. Mellan 1836 och 1839 tjänstgjorde han som ordförande för representanthusets justitieutskott. Efter tio år i kongressen var han guvernör i tre år och deltog 1850 i Marylands konstitutionskonvent. Thomas lämnade demokraterna och tillträdde 1861 på nytt som unionistisk ledamot av representanthuset. Efter inbördeskriget gick han med i republikanerna och lämnade kongressen år 1869. Han var chef för USA:s diplomatiska beskickning i Peru 1872–1875.
År 1876 omkom Thomas i en järnvägsolycka då han blev överkörd av ett lok. Anglikanen Thomas grav finns på St. Mark's Apostolic Church Cemetery i Petersville i Frederick County.